# Château de Bastia
Le château de Bastia (en italien : Castello di Bastia), est un ancien château situé dans de hameau de Bastia, une frazione de la commune de  Licciana Nardi, dans la province de Massa-Carrara en Toscane,.
Le château se dresse sur une colline contrôlant la route d'accès au col du Lagastrello séparant la Lunigiana de l'Émilie. Il a appartenu à l'une des branches de la Malaspina dello Spino Secco.

## Historique
Le château actuel de Bastia est une fortification d'architecture de la Renaissance (XVe siècle).
La forteresse, qui en raison de sa structure puissante avait la réputation d'un « château imprenable », se dresse sur une colline de la vallée du Taverone (it) et remonte au XIIIe siècle.
Le château primitif Bastia faisait partie des engagements que Francesco d'Olivola prit envers les marquis Malaspina de Villafranca en 1294 et 1307.
En 1416, il fut occupé par les Génois pour venger l'assassinat du prévôt génois de La Spezia Oderico Biassa aux mains des marquis de Villafranca puis revint à la possession de ces derniers en 1423.
Pendant la guerre de 1424 à 1428 entre la municipalité de Florence et le duc de Milan Philippe Marie Visconti, il fut occupé par les Florentins dans le but de bloquer les probables infiltrations des troupes milanaises en Lunigiana à travers les Apennins.
Au XVIe siècle, Bastia revient à la formation du marquisat de Monti sous Giovanni Spinetta. Il est probable que cet événement et surtout la prolifération des armes à feu furent à l'origine de ces rénovations structurelles qui donneront peu après à Bastia la réputation de « château imprenable ». À la mort de Spinetta en 1535, Bastia fut partagée entre ses fils et devint un fief indépendant avec Fioramonte II, dont la dynastie dura jusqu'en 1783. Ces siècles de gouvernement ont été caractérisés par des événements horribles dus à des luttes de succession, des abus de pouvoir des marquis et des rébellions, en particulier dans la première moitié du XVIIe siècle, à tel point que le grand-duc de Toscane intervient pour rétablir l'ordre. 

## Description

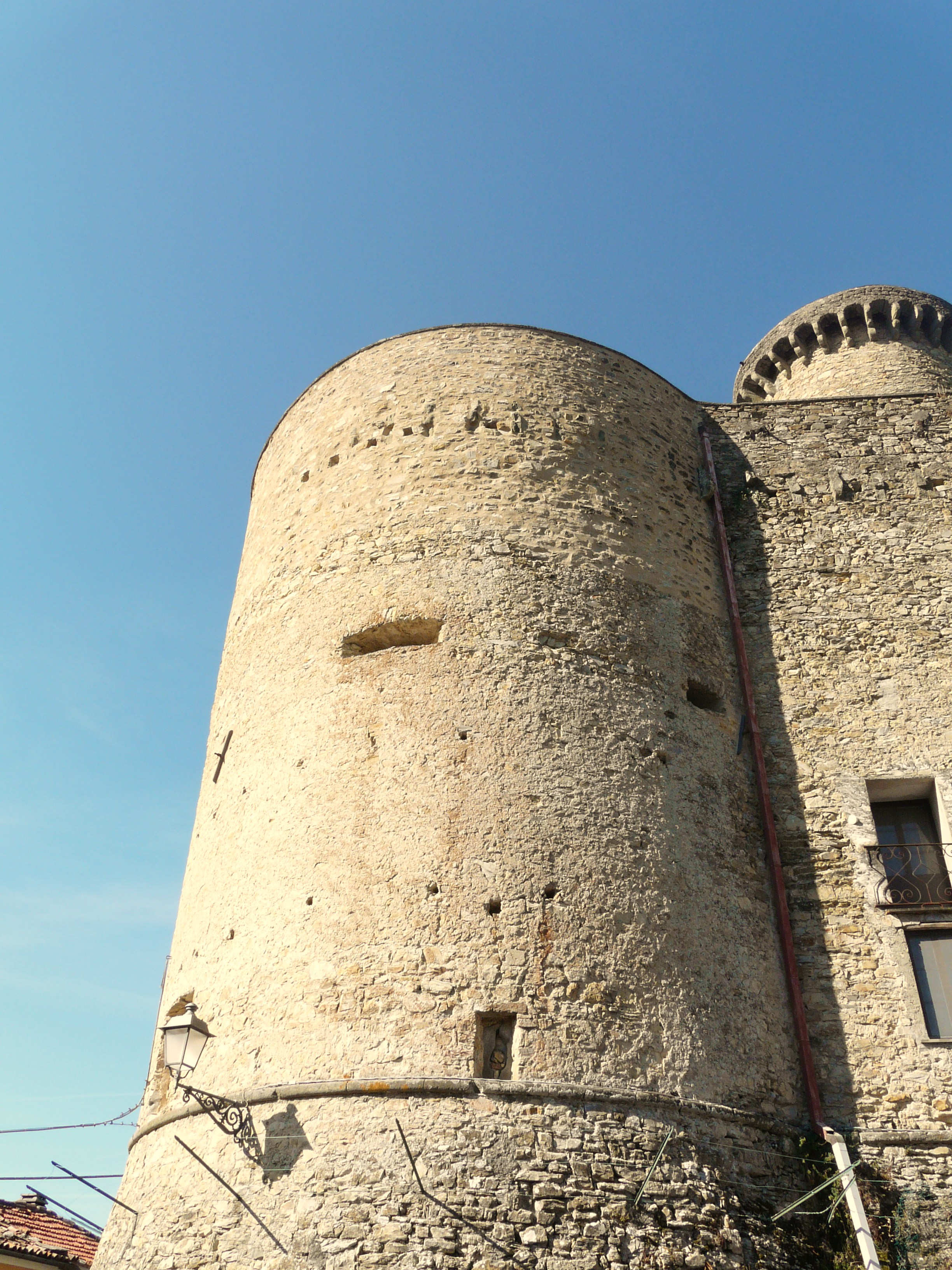

Aujourd'hui, le château appartient à des particuliers et est encore parfaitement conservé. Il présente un plan trapézoïdal avec quatre tours d'angle cylindriques reliées par une courtine avec un chemin de ronde qui peut être relié à une construction post-médiévale. Il est cependant difficile de reconnaître avec précision l'époque du donjon central à l'intérieur des murs qui, à la suite d'une rénovation, a perdu ses caractéristiques probablement médiévales.
Le château est une résidence privée, mais il peut être visité sur rendez-vous.